# Krystian Martinek
Krystian Martinek (* 5. April 1948 in Warschau) ist ein deutscher Drehbuchautor, Schauspieler, Theater- und Fernsehregisseur.

## Leben
Martinek absolvierte bis 1984 seine Ausbildung an der Schauspielschule Bochum. Danach spielte er unter anderem am Schauspielhaus Bochum, bei den Salzburger Festspielen und am Thalia Theater in Hamburg.
Krystian Martinek ist auch aus zahlreichen Film- und Fernsehrollen bekannt. Er schrieb über 200 Drehbücher und führte 2008 bei den Karl-May-Festspielen in Bad Segeberg Regie. In der Jubiläumssaison 2012 übernahm Martinek bei den Störtebeker-Festspielen in Ralswiek auf Rügen die Regie.
Martinek lebt mit seiner Frau, der Drehbuchautorin Hilly Martinek, und den drei gemeinsamen Kindern in Hamburg. Martinek war von 1992 bis 1995 mit der Schauspielerin Lisa Martinek (1972–2019) verheiratet.

## Filmografie (Auswahl)

### Als Darsteller
- 1976: Bei Westwind hört man keinen Schuß
- 1977: Tatort: Das stille Geschäft (Krimireihe)
- 1979: St. Pauli-Landungsbrücken (Episodenrolle)
- 1981: Der Alte – Die Unbekannte (Krimireihe)
- 1981: Der Fuchs von Övelgönne – Hochzeitsreise (Fernsehserie)
- 1986: Vertrauen gegen Vertrauen (Fernsehfilm)
- 1988–1989: Die Schwarzwaldklinik (Fernsehserie)
- 1989: Ein Heim für Tiere (Episodenrolle)
- 1989–1990: Hotel Paradies (Fernsehserie)
- 1989–1993: Schulz & Schulz (Fernsehreihe, Episodenrolle, 5 Folgen)
- 1990: Praxis Bülowbogen – Wer nicht hören will… (Episodenrolle)
- 1992: Liebe auf Bewährung (Familienserie)
- 1992: Glückliche Reise – Malediven (Fernsehreihe)
- 1993: Glückliche Reise – Grönland (Fernsehreihe)
- 1995–2004: Girl friends – Freundschaft mit Herz (Fernsehserie)
- 1996: Die Männer vom K3 (Fernsehserie, Folge Tomsky's letzte Reise)
- 1998: Tod auf Amrum (Fernsehfilm)
- 1999: Ich liebe meine Familie, ehrlich
- 1999: Tatort: Traumhaus (Krimireihe)
- 2002: Nesthocker – Familie zu verschenken (Fernsehserie)
- 2003: Stubbe – Von Fall zu Fall: Opfer im Zwielicht
- 2003: Broti & Pacek – Irgendwas ist immer (Fernsehserie)
- 2005: Adelheid und ihre Mörder – In geheimer Mission (Episodenrolle)
- 2006: Unter weißen Segeln – Frühlingsgefühle (Episodenrolle)
- 2007: Notruf Hafenkante (Fernsehserie, Folge Jackpot)
- 2007: Notruf Hafenkante (Fernsehserie, Folge Herbststurm)
- 2008: Inga Lindström: Der Zauber von Sandbergen (Fernsehreihe)
- 2008: Mord in bester Gesellschaft: Die Nächte des Herrn Senator (Krimireihe, Folge 3)
- 2009: Notruf Hafenkante (Fernsehserie, Folge Gefährlicher Verehrer)
- 2009–2014: Verbotene Liebe (Fernsehserie)
- 2010: SOKO Kitzbühel – Weißer Kaviar (Episodenrolle)
- 2010: Stubbe – Von Fall zu Fall – Gegen den Strom (Episodenrolle)
- 2019: Bettys Diagnose – Kopf oder Herz (Episodenrolle)
- 2019: SOKO Stuttgart – Good Vibrations (Episodenrolle)
- 2022: Kreuzfahrt ins Glück – Hochzeitsreise nach Kreta (Episodenrolle)

### Als Drehbuchautor
- 1989–1993: Schulz & Schulz (Fernsehreihe, 5 Folgen)
- 1993: Glückliche Reise (Fernsehreihe, 4 Folgen)
- 1994: Zwei alte Hasen (Fernsehserie, zusammen mit Neithardt Riedel)
- 1994–2005: Ein starkes Team (Fernsehreihe, 9 Folgen)
- 1996–2000: Männer sind was Wunderbares (Fernsehreihe)
- 1998: Tod auf Amrum (Fernsehfilm, zusammen mit Frieder Wittich)
- 1999: Ich liebe meine Familie, ehrlich
- 2001: Zwei unter einem Dach (Fernsehfilm)
- 2001–2005: Der Pfundskerl (Fernsehserie, 5 Folgen)
- 2004–2013: Das Traumhotel (Fernsehreihe, 8 Folgen)